# Nube di Rho Ophiuchi
La Nube di Rho Ophiuchi è una nube molecolare gigante composta in parte da idrogeno ionizzato luminoso e in gran parte da polveri oscure; deve il suo nome alla stella che domina la regione in cui si trova, ρ Ophiuchi, situata tre gradi a nord di Antares, nella costellazione dell'Ofiuco.
Con una distanza media di appena 130 parsec (420 anni luce), è una delle regioni di formazione stellare più vicine in assoluto al sistema solare; appartiene allo stesso ambiente galattico dell'associazione Scorpius-Centaurus, dalle cui perturbazioni ha avuto origine la compressione iniziale che ha avviato al suo interno i processi di formazione stellare. Morfologicamente appare divisa in due nubi principali, indicate con le sigle LDN 1688, che costituisce il nucleo maggiore, e LDN 1689, di massa inferiore; a entrambe le nubi sono connessi diversi filamenti nebulosi oscuri.
Grazie alla sua vicinanza, questa nube costituisce un interessante campo di ricerca sull'evoluzione delle stelle di piccola massa e sulle nane brune, nonché un laboratorio per lo studio dei fenomeni di formazione stellare a catena.

## Osservazione

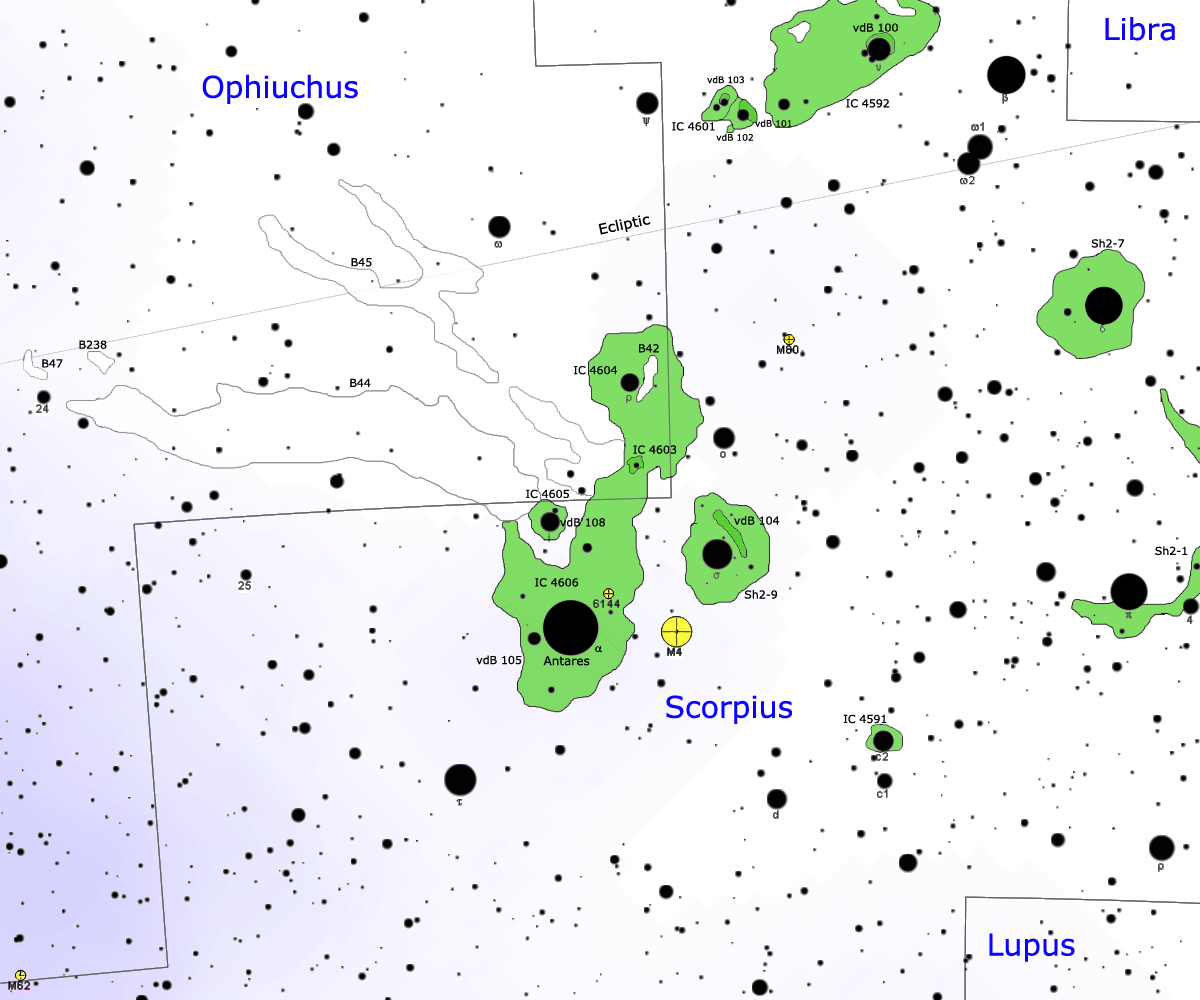
Mappa della regione di Rho Ophiuchi

L'area di cielo in cui giace la nube è di facile individuazione: si trova infatti nei pressi del brillante gruppo di stelle azzurre che costituiscono la testa dello Scorpione. Si tratta di un gruppo di stelle fisicamente legate tra loro, conosciuto come associazione Scorpius OB2, che costituisce la parte più settentrionale dell'associazione Scorpius-Centaurus, l'associazione OB più vicina al sistema solare.
La nube è centrata fra le stelle ρ Ophiuchi e Antares; la sua caratteristica principale, all'osservazione con un binocolo in un cielo buio e sereno, è la quasi totale mancanza di stelle di fondo: gli astri di quarta, quinta e sesta magnitudine infatti dominano questa parte di cielo in senso assoluto, mentre le stelle di settima, ottava e nona grandezza sono pressoché assenti; al binocolo non si rilevano tracce di nebulosità, ma l'oscuramento dei campi stellari di fondo è estremamente evidente. Telescopi di grande potenza rivelano alcune stelle dall'aspetto nebuloso nei pressi di ρ Ophiuchi, mentre tutta la regione a est di quest'ultima continua ad apparire notevolmente povera di stelle poco luminose; lunghe scie completamente buie circondate da campi stellari relativamente poveri denotano la presenza di filamenti oscuri. Fotografie a lunga posa consentono di catturare diversi dettagli della nube, la cui colorazione varia dall'azzurro intenso nei pressi di ρ Ophiuchi all'arancione attorno ad Antares.
La Nube di Rho Ophiuchi giace nell'emisfero celeste australe, a una declinazione media di 24°S; ciò comporta una maggiore difficoltà di osservazione per i telescopi situati a latitudini boreali, sebbene la regione sia comunque completamente visibile anche fino a meno di 10° dal circolo polare artico. Dall'emisfero australe la sua osservazione è ottimale e, nel cielo serale, va da maggio fino a ottobre. L'estremità più settentrionale della nube è attraversata dall'eclittica; il Sole vi transita davanti fra il 30 novembre e il 2 dicembre, mentre è molto frequente l'occultazione da parte della Luna o dei pianeti del sistema solare.

## Caratteristiche e struttura

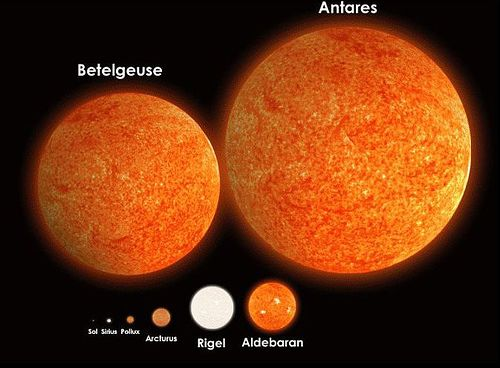
L'estremità meridionale della nube è illuminata direttamente dalla radiazione di Antares

La Nube di Rho Ophiuchi rappresenta un eccellente laboratorio per lo studio dei fenomeni di formazione stellare che riguardano astri di grande, media e piccola massa. Ciò è dovuto a due fattori importanti. In primo luogo, si tratta di uno dei sistemi nebulosi attivi di grande massa più vicini in assoluto al sistema solare, data la sua distanza di appena 130 parsec (424 anni luce); questo consente di osservare la nube e i fenomeni in essa attivi senza il disturbo causato dall'eccesso di mezzo interstellare o dalla presenza di eventuali nubi oscuranti lungo la linea di vista. In secondo luogo, la nube si trova in una posizione tale da poter essere osservata da entrambi gli emisferi terrestri, con la sola eccezione delle aree situate a ridosso o all'interno del circolo polare artico.
Il corpo principale della nube, indicato con la sigla LDN 1688, si colloca presso la stella ρ Ophiuchi, che lo illumina parzialmente rendendolo così visibile anche otticamente come nebulosa a riflessione e a emissione; la radiazione ultravioletta di questa stella e il suo colore bluastro imprimono ai gas della nube un colore marcatamente azzurrognolo. La nube si estende in direzione sud e SSE, verso la brillante supergigante rossa Antares; parte dei gas viene illuminata direttamente da questa stella, come è ben evidente dal colore rossastro assunto dalla nube in questa regione. Altre stelle poste poco a sud di ρ Ophiuchi sono invece responsabili dell'illuminazione di varie sezioni della nube, come vdB 105. A est della nube si estendono due lunghi filamenti periferici: LDN 1709 a nordest e LDN 1704 in direzione nord.
Le regioni centrali di LDN 1688 appaiono di natura granulosa, con un gran numero di piccoli addensamenti nebulosi privi di un corpo centrale; in particolare, tre punti di densità maggiori, denominati con le lettere A, E e F, predominano sugli altri. Il nucleo A è a sua volta composto da tre dense concentrazioni di gas freddo con una massa pari a 0,5 masse solari (M⊙), indicate come SM 1, SM 1N e SM 2, coincidenti a loro volta con nuclei prestellari. Ai tre nuclei principali se ne aggiungono oltre una cinquantina, con masse comprese fra 0,02 e 6,3 M⊙; queste nubi, che assieme costituiscono comunque una frazione minima dell'intera massa gassosa della nube, potrebbero costituire le primissime fasi di un futuro fenomeno di formazione stellare. Qualora ognuno di questi nuclei collassasse generando una stella, essi potrebbero costituire una funzione di massa iniziale.
La nube secondaria, situata a sudest rispetto alla principale, è indicata come LDN 1689; a essa è connesso un filamento orientato verso nordest, noto come LDN 1712. L'insieme di questi filamenti oscuri costituisce due evidenti correnti parallele, indicate anche con le sigle B44 e B45, rispettivamente quella di sudest e quella di nordest. Le principali responsabili del riscaldamento diretto dei gas e delle polveri del complesso nebuloso sono le stelle di classe spettrale B, ossia le stelle blu di grande massa, poste all'interno della nube stessa, mentre le regioni più occidentali risentono dell'influenza di HD 147889, un astro di settima magnitudine situato a sud di ρ Ophiuchi. In totale, il complesso nebuloso possiede una massa pari a 3 000 M⊙, oltre la metà della quale è concentrata nella nube LDN 1688.

## Fenomeni di formazione stellare
La formazione stellare all'interno della Nube di Rho Ophiuchi è attiva sia nelle regioni più interne sia in quelle periferiche, in particolare nei lunghi filamenti che si dispongono sul lato orientale del complesso nebuloso.

### Fenomeni interni alla nube

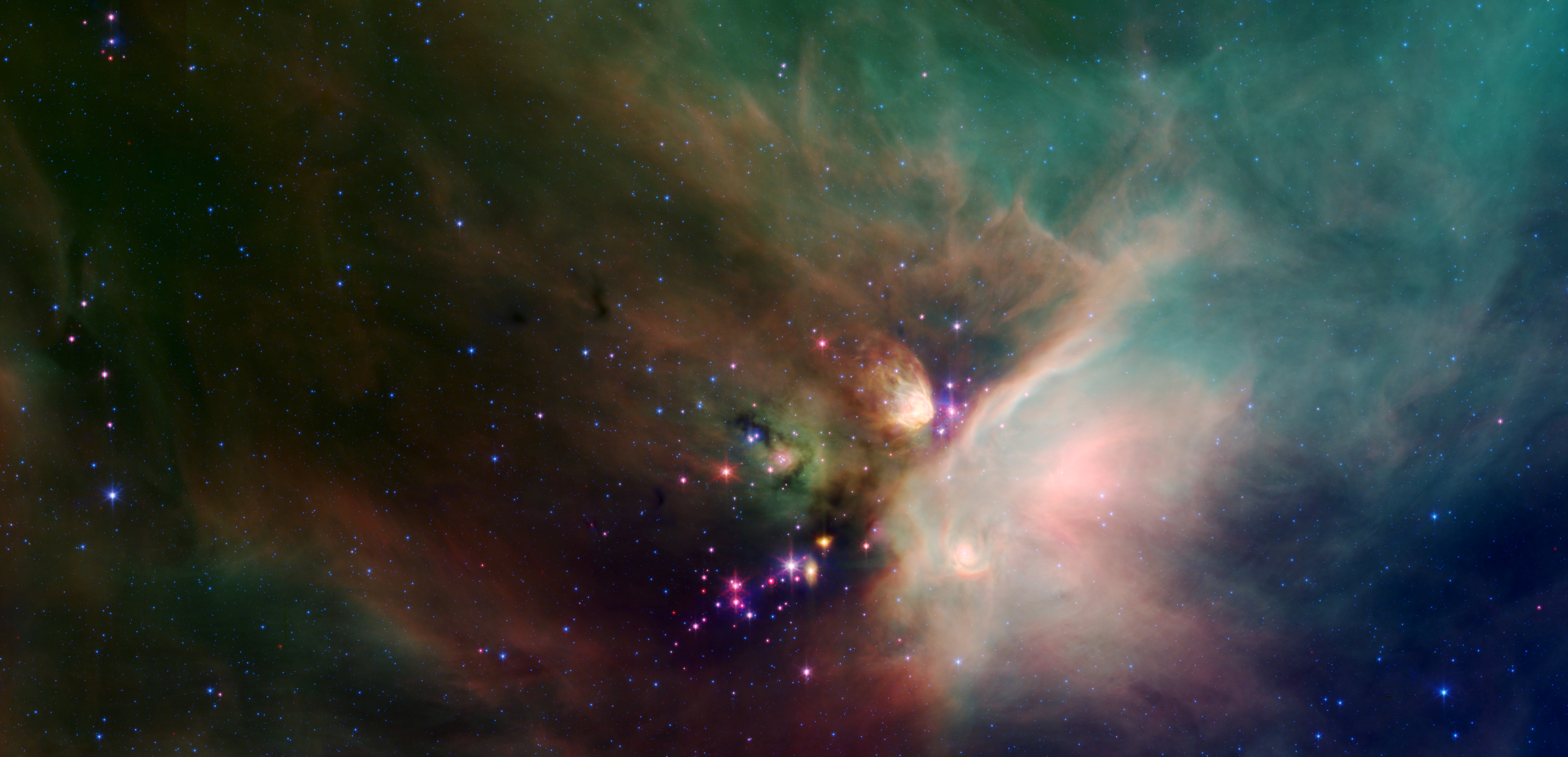
Le giovani protostelle individuate dal telescopio spaziale Spitzer nel cuore di LDN 1688; la loro età si aggira sui 300 000 anni

Nel corso degli anni la regione LDN 1688 è stata oggetto di osservazioni volte a individuare e catalogare stelle e sistemi stellari in formazione e di giovanissima età; tali studi sono stati condotti sia nel vicino, medio e lontano infrarosso, sia ai raggi X e alle microonde, per rilevare le sorgenti di calore nascoste dai densi gas della nube.
Nel vicino infrarosso sono state individuate principalmente stelle T Tauri, tra le quali la percentuale di sistemi multipli pare essere maggiore rispetto alle normali popolazioni di sequenza principale, anche se non in maniera particolarmente consistente. Tramite l'Infrared Space Observatory (ISO) e il telescopio spaziale Spitzer sono state ottenute invece delle mappature della regione nel medio e lontano infrarosso. Dall'analisi delle osservazioni dell'ISO sono state scoperte 425 sorgenti, tra cui 16 coincidono con altrettanti oggetti stellari giovani di classe I (protostelle) e 92 con stelle di classe II, con una luminosità superiore a 0,03 L⊙. A queste si aggiungono 14 sorgenti con spettro piatto, ossia in una fase intermedia fra la classe I e la classe II. Fra le componenti dell'associazione, 119 mostrano un eccesso di radiazione infrarossa, segno dell'evidente oscuramento per opera dei gas che le circondano. Il numero totale di stelle T Tauri individuate è pari a 200, di cui 123 circondate da un denso disco circumstellare e 77 circondate da dischi più rarefatti.

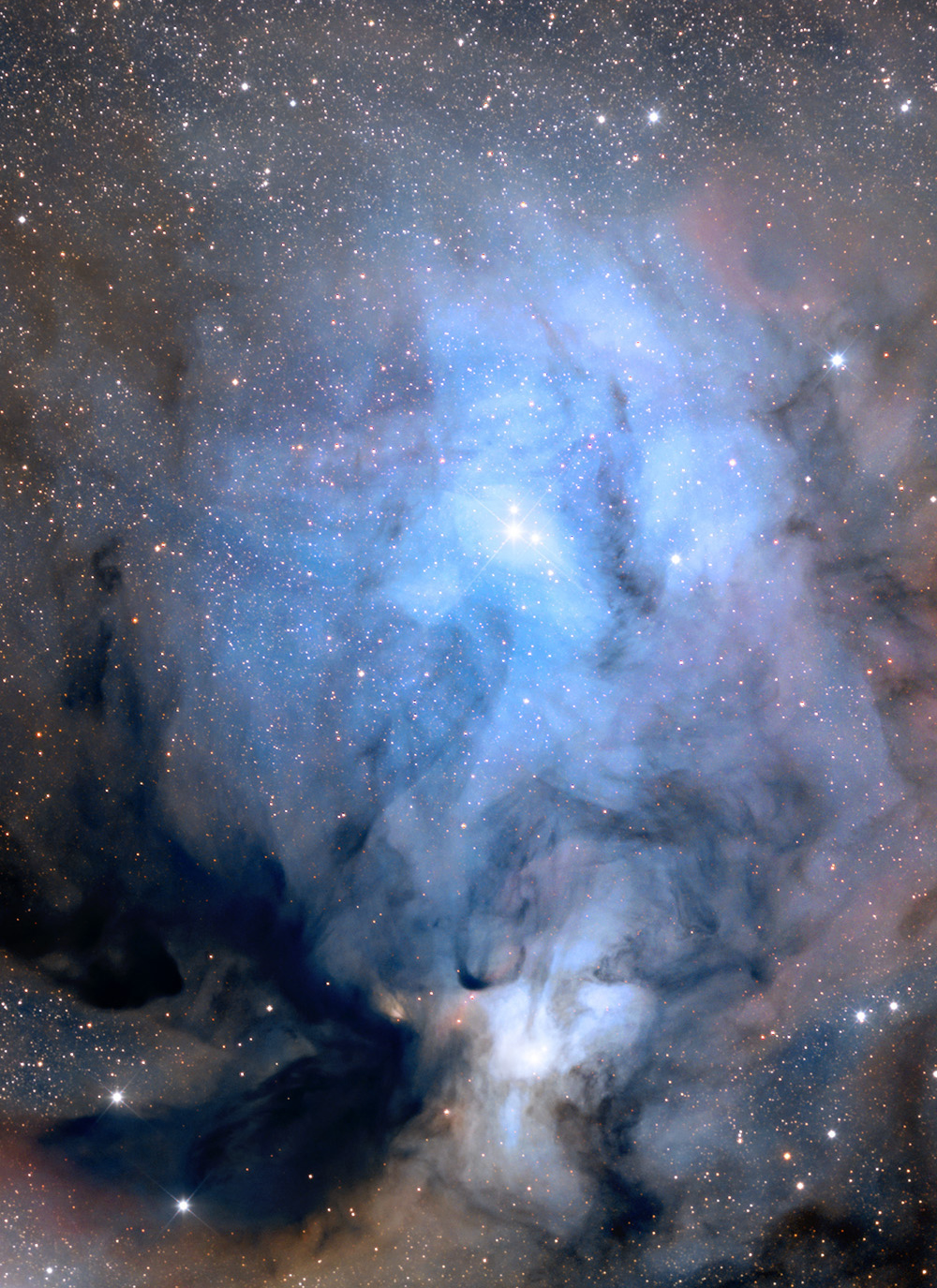
Il nucleo di LDN 1688, dominato dalla stella

Le indagini condotte con lo Spitzer su un'area di 14,4 gradi quadrati attorno alla nube hanno rivelato 323 possibili stelle di pre-sequenza principale con eccesso di radiazione infrarossa, identificate tramite il diagramma HR; di queste, 161 si trovano all'interno di LDN 1688, 27 nella vicina LDN 1689 e 13 nella periferica nube LDN 1709, anch'essa inclusa nello studio. Queste sorgenti coincidono in gran parte (circa l'84%) con protostelle di classe I. L'età media delle protostelle originatesi nella nube è di circa 300 000 anni, quasi 20 000 volte inferiore a quella del Sole, che è pari a 5 miliardi di anni. Sempre tramite la strumentazione dello Spitzer si è indagato sulle emissioni di silicati e idrocarburi policiclici aromatici provenienti dalle stelle T Tauri interne alle nubi LDN 1688 e LDN 1689; le emissioni di questi ultimi composti sono relativamente rare e sono state osservate nello spettro di alcune delle stelle prese in esame, come WL 16, una stella Ae/Be di Herbig, e SR 21. Quest'ultima in particolare mostra un disco interno privo di polveri, un possibile indice di fenomeni di formazione planetaria in atto.
Le osservazioni ai raggi X dei densi nuclei della Nube di Rho Ophiuchi sono state condotte fin dall'affinamento delle tecniche di osservazione a questa lunghezza d'onda. Le stelle giovani individuabili ai raggi X nella nube sono 201; molte di esse sono state individuate anche agli infrarossi. Sono situate in massima parte all'interno dei nuclei A, E e F. La funzione di luminosità ai raggi X, rapportata alla distanza di 130 parsec, risulta paragonabile a quella ottenuta per le stelle dell'ammasso della Nebulosa di Orione. Curiosamente, gli oggetti stellari giovani che emettono raggi X sembrano scintillare costantemente e in maniera alternata fra loro, tanto da essere stati descritti come una sorta dialbero di Natale ai raggi X; quest'effetto potrebbe essere causato, secondo alcune ipotesi, dal riscaldamento del plasma bloccato dal campo magnetico, come sembrerebbe suggerire lo spettro variabile e molto forte di questi oggetti. Tuttavia, il meccanismo attraverso il quale avviene il riscaldamento del plasma, nonché la sua forma geometrica, resta oggetto di studio. Alcuni modelli prevedono l'esistenza di grandi anelli magnetici e di un moderato campo magnetico.
Indizi della presenza di fenomeni di formazione stellare nelle fasi iniziali sono dati dai numerosi getti di gas osservati nelle regioni più dense della nube, ma proprio l'elevata densità dei gas della nube fa da ostacolo all'osservazione di tali fenomeni, al punto che fino all'inizio degli anni novanta si conoscevano solo gli oggetti di Herbig-Haro più notevoli, successivamente indicati come HH 79 e HH 224. A questi se ne aggiungono un'altra trentina, i quali però giacciono attorno ai bordi della nube con la più bassa estinzione; spesso ciò comporta difficoltà nell'individuazione delle stelle responsabili dell'eccitazione dei loro gas. La presenza di maser, frequentemente ad acqua, rivela che alcune delle giovani stelle in formazione stanno subendo perdita di massa.

### Fenomeni periferici

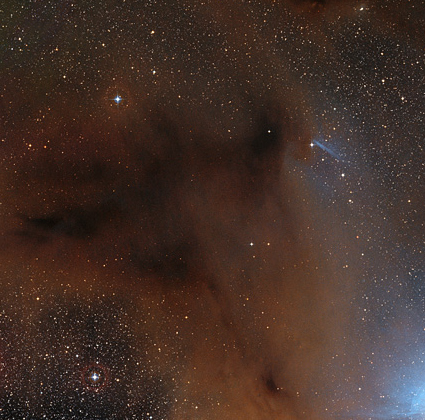
La nube LDN 1689; al suo interno si trovano alcune giovanissime stelle in formazione oggetto di intensi studi

Anche la vicina LDN 1689 è stata studiata e mappata a più lunghezze d'onda; tuttavia, per via della sua minore densità, i fenomeni di formazione stellare sono qui molto meno attivi. A causa della loro ridotta densità, le lunghe correnti nebulose che si estendono a est della Nube di Rho Ophiuchi mostrano una quasi totale assenza di fenomeni di formazione stellare, mentre risultano maggiormente attivi presso il punto di congiunzione con le due nubi maggiori.
Nella nube LDN 1689 è presente una sorgente infrarossa fra le più studiate del cielo, catalogata come IRAS 16293-2422; questa sorgente, una giovanissima protostella binaria di classe 0, è associata a un denso nucleo gassoso ed è composta da due corpi principali, indicati come A e B, separati da circa 5,2 secondi d'arco (900 unità astronomiche – UA – alla distanza di 175 parsec). Le due componenti hanno proprietà differenti: la componente A (indicata anche come I16293A), la più meridionale, presenta le linee di emissione più forti ed è associata a un maser ad acqua; la componente B (I16293B), più debole, mostra delle emissioni compatte e ha un disco di polveri stratificato, che potrebbe rappresentare un disco protoplanetario. La sorgente A è a sua volta composta da due componenti, separate da 0,64 secondi d'arco e denominate Aa e Ab. Il sistema dà origine ad un doppio getto con forti emissioni di CO: il primo getto, orientato in senso nordest-sudovest, è generato dalla componente A, mentre il secondo, orientato in senso est-ovest, si origina dalla componente B.

## Componenti stellari
Tramite la spettroscopia ottica è stata individuata la classe spettrale di circa 140 componenti stellari legate alla nube. In seguito a questi studi è emerso che la gran parte delle stelle di pre-sequenza principale qui presenti possiedono una massa estremamente piccola e una classe spettrale M (destinate a diventare nane rosse); le componenti più vecchie sono disposte nelle regioni attorno alla nube e la loro età media risulta essere la stessa delle stelle di piccola massa facenti parte dell'associazione Scorpius OB2. Le stelle poste verso il centro della nube hanno invece un'età molto inferiore; ciò indica che le stelle più esterne si sono formate in contemporanea con quelle dell'associazione Scorpius OB2.
Fra le componenti di massa inferiore e una classe spettrale M6 o successiva vi è un gran numero di probabili nane brune; questi corpi celesti dalla bassa temperatura superficiale sono stati identificati attraverso un approfondito scandaglio agli infrarossi delle regioni più interne e dense della nube LDN 1688. La quasi totalità di queste stelle è stata scoperta attraverso la spettroscopia infrarossa; gran parte di queste mostrano un notevole eccesso di radiazione nel vicino e medio infrarosso, indice della presenza di un disco circumstellare. Sei delle nane brune più massicce sono state individuate invece attraverso la spettroscopia ottica; fra queste, GY 5, GY 37 e GY 204 si troverebbero appena sotto il limite di massa necessario per innescare la fusione nucleare dell'idrogeno, mentre le restanti, GY 3, GY 264 e CRBR 46, sono leggermente meno massicce. Fra le altre, vi è anche la prima nana bruna scoperta in una regione di formazione stellare, nota come Rho Oph J162349.8-242601. Secondo alcuni studi che prendono in esame le linee di emissione dell'idrogeno, le nane brune appartenenti alla Nube di Rho Ophiuchi mostrano un tasso di accrescimento superiore rispetto a quello di oggetti simili situati in altre regioni di formazione stellare.

## Interazioni con l'ambiente esterno

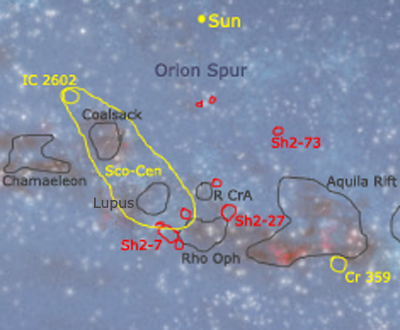
Mappa delle regioni interne del Braccio di Orione più prossime al sistema solare

L'ambiente galattico in cui si trova la Nube di Rho Ophiuchi è particolarmente complesso; essa si colloca sul bordo interno del Braccio di Orione, così che vista dalla Terra appare in direzione del bulge della Via Lattea. Pertanto fisicamente è completamente slegata da altre nebulose visibili nelle vicinanze, ma poste in realtà a una distanza di gran lunga superiore, come la Nebulosa Laguna e la Nebulosa Aquila. La Nube di Rho Ophiuchi costituisce, di contro, l'estremità più settentrionale di un esteso sistema di nubi e associazioni di stelle che si estendono visivamente lungo quasi tutto il ramo australe della Via Lattea; a poche decine di parsec, a una latitudine galattica leggermente superiore, si trova l'associazione Scorpius OB2, che costituisce l'estremità più orientale dell'associazione Scorpius-Centaurus.
A quest'associazione sono connesse altre nubi oscure, prima fra tutte la Nube del Lupo, una densa nebulosa non illuminata in cui ha luogo la formazione di stelle di piccola e media massa. Secondo i modelli dinamici, a innescare tali processi in quest'ultima nube sarebbero state le onde d'urto provocate da esplosioni di supernovae all'interno della parte orientale dell'associazione (ossia l'associazione Scorpius OB2).
Secondo gli stessi modelli, le medesime onde d'urto sarebbero responsabili dell'innesco dei fenomeni di formazione stellare all'interno della stessa Nube di Rho Ophiuchi: circa un milione di anni fa le onde d'urto avrebbero compresso i gas della nube, facendola collassare in più punti e originando così le prime stelle.
Alla distanza di circa 130 parsec dal sistema solare è situata la Nebulosa Pipa, una giovane nube molecolare che viene così a trovarsi nella medesima regione della Nube di Rho Ophiuchi, a poche decine di parsec da essa; in questa nube i fenomeni di formazione stellare sono molto ridotti e confinati alla regione di B59, la sezione della nube più vicina a ρ Ophiuchi. Alla medesima distanza, ma a una diversa latitudine galattica, si trova anche la Nube della Corona Australe, un piccolo complesso nebuloso in cui è attiva la formazione di stelle di piccola, media e grande massa, fino alle stelle di classe B (stelle bianco-azzurre e stelle Be di Herbig). A questa regione sono associate le giovanissime variabili R CrA e T CrA. A causa della diversa posizione sul piano galattico, questa nube, a differenza delle precedenti, non fa parte né della Cintura di Gould, né dell'Anello Lindblad, ma rientra nella cosiddetta Bolla Loop I.

### Testi generali
- (EN) Stephen James O'Meara, Deep Sky Companions: Hidden Treasures, Cambridge University Press, 2007, ISBN 0-521-83704-9.
- (EN) Robert Burnham, Jr, Burnham's Celestial Handbook: Volume Two, New York, Dover Publications, Inc., 1978.
- (EN) Thomas T. Arny, Explorations:  An Introduction to Astronomy, 3 updatedª ed., Boston, McGraw-Hill, 2007, ISBN 0-07-321369-1.
- AA.VV, L'Universo - Grande enciclopedia dell'astronomia, Novara, De Agostini, 2002.
- J. Gribbin, Enciclopedia di astronomia e cosmologia, Milano, Garzanti, 2005, ISBN 88-11-50517-8.
- W. Owen, et al, Atlante illustrato dell'Universo, Milano, Il Viaggiatore, 2006, ISBN 88-365-3679-4.

### Testi specifici

#### Sull'evoluzione stellare
- (EN) C. J. Lada, N. D. Kylafits, The Origin of Stars and Planetary Systems, Kluwer Academic Publishers, 1999, ISBN 0-7923-5909-7.
- A. De Blasi, Le stelle: nascita, evoluzione e morte, Bologna, CLUEB, 2002, ISBN 88-491-1832-5.
- C. Abbondi, Universo in evoluzione dalla nascita alla morte delle stelle, Sandit, 2007, ISBN 88-89150-32-7.

#### Sulla Nube di Rho Ophiuchi
- Wilking, B. A.; Gagné, M.; Allen, L. E., Star Formation in the ρ Ophiuchi Molecular Cloud, in Handbook of Star Forming Regions, Volume II: The Southern Sky, vol. 5, dicembre 2008,  p. 351.

### Carte celesti
- Toshimi Taki, Taki's 8.5 Magnitude Star Atlas, su geocities.jp, 2005. URL consultato il 7 novembre 2010 (archiviato dall'url originale il 5 novembre 2018). - Atlante celeste liberamente scaricabile in formato PDF.
- Tirion, Rappaport, Lovi, Uranometria 2000.0 - Volume II - The Southern Hemisphere to +6°, Richmond, Virginia, USA, Willmann-Bell, inc., 1987, ISBN 0-943396-15-8.
- Tirion, Sinnott, Sky Atlas 2000.0, 2ª ed., Cambridge, USA, Cambridge University Press, 1998, ISBN 0-933346-90-5.
- Tirion, The Cambridge Star Atlas 2000.0, 3ª ed., Cambridge, USA, Cambridge University Press, 2001, ISBN 0-521-80084-6.